# Demadana flavosparsa
Demadana flavosparsa är en insektsart som beskrevs av Victor Antoine Signoret 1853. Demadana flavosparsa ingår i släktet Demadana och familjen dvärgstritar. Inga underarter finns listade i Catalogue of Life.